# کوکولا
کوکولا {{فنلاندی|Kokkola) یک شهرداری و شهر در فنلاند است که در Kokkola sub-region واقع شده‌است.

## خواهرخوانده
شهرهای بخش ارنساند، فیچبرگ، ماساچوست، Fredericia، فوشون، هاتوان، Boldog، ارنساند، کریستین‌سون، ماریامپوله، موربیلانگا، راتینگن، سادبری بزرگ، Ullånger، اویروی، دهستان یاروا-یانی و دهستان آمبلا خواهرخوانده‌های کوکولا هستند.